# قلعه سرخ (فریدون‌شهر)
قلعه سرخ (فریدون‌شهر)، روستایی از توابع بخش مرکزی شهرستان فریدون‌شهر در استان اصفهان ایران است.
این روستا در دهستان عشایر قرار دارد و براساس سرشماری مرکز آمار ایران در سال ۱۳۸۵، جمعیت آن ۱٬۲۴۱ نفر (۲۶۳خانوار) بوده‌است.
مردم این روستا لر بختیاری می‌باشند و به زبان لری صحبت مکنند.